# Centuri
Centuri je naselje in občina v francoskem departmaju Haute-Corse regije - otoka Korzika. Leta 2009 je naselje imelo 221 prebivalcev.

## Geografija
Kraj leži na skrajnem severovzhodu otoka Korzike na rtu Cap Corse, 50 km severno od središča Bastie.

## Uprava
Občina Centuri skupaj s sosednjimi občinami Barrettali, Cagnano, Ersa, Luri, Meria, Morsiglia, Pino, Rogliano in Tomino sestavlja kanton Capobianco s sedežem v Roglianu. Kanton je sestavni del okrožja Bastia.